# Hookeria polytrichoides
Hookeria polytrichoides là một loài Rêu trong họ Hookeriaceae. Loài này được (Hedw.) Spreng. mô tả khoa học đầu tiên năm 1827.